# Pixelfed
Pixelfed ist ein kostenloser, freier und quelloffener sozialer Netzwerkdienst zum Teilen von Bildern in sozialen Netzwerken. Im Gegensatz zu anderen Bild-Sharing-Netzwerken ist die Architektur von Pixelfed dezentralisiert, was bedeutet, dass Benutzerdaten nicht auf einem zentralen Server gespeichert werden. Pixelfed verwendet das ActivityPub-Kommunikationsprotokoll, welches den Benutzern ermöglicht, mit anderen sozialen Netzwerken wie Mastodon, PeerTube und Friendica zu interagieren. Durch die Anwendung dieses Protokolls wird Pixelfed Teil des Fediverse. Dieses Netzwerk besteht aus mehreren unabhängigen Servern, auch Instanzen genannt, die miteinander kommunizieren. Das Prinzip wird oftmals mit E-Mail-Anbietern verglichen: Die Beteiligten müssen nicht alle beim gleichen Anbieter registriert sein, können aber trotzdem miteinander kommunizieren. So können sich Benutzer auf jedem Server anmelden und anderen Benutzern auf den anderen Instanzen folgen.
Ähnlich wie Mastodon implementiert Pixelfed chronologische Zeitleisten ohne Algorithmen zur Manipulation von Inhalten. Ziel ist, den Datenschutz in den Mittelpunkt zu stellen und keine Analyse oder Nachverfolgung durch Dritte vorzunehmen oder zu ermöglichen. Pixelfed organisiert seine Medien optional nach Hashtags, Geo-Tagging und Likes basierend auf jeden Server. Außerdem können Zielgruppen auf drei Arten und auf Post-by-Post-Basis unterschieden werden: nur Follower, öffentlich und nicht gelistet. Wie die meisten sozialen Netzwerke ermöglicht Pixelfed die Privatstellung des eigenen Kontos, wodurch neue Follower vom privatgestellten Benutzer vorab genehmigt werden müssen.
Der vom Hauptentwickler von Pixelfed betriebene Server setzt ein Mindestalter für Benutzer von 16 Jahren voraus. Die Einschränkungen können jedoch für jede Instanz unterschiedlich sein.

## Funktionen
Pixelfed verfügt über Foto-Sharing-Funktionen, die dem Instagram-Dienst von Meta Platforms ähneln. Benutzer können Fotos, Stories und Sammlungen über eine unabhängige, verteilte und föderierte Foto-Community in Form verbundener Pixelfed-Instanzen veröffentlichen. Dabei bietet die Plattform eine Auswahl an überwiegend freien Lizenzen an, unter denen die Bilder publiziert werden können. Beiträge, die in derselben Pixelfed-Instanz wie vom jeweiligen Benutzer erstellt wurden, werden im lokalen Feed angezeigt, während Beiträge von anderen Fediverse-Instanzen im globalen Feed angezeigt werden. Im Home-Feed werden die Beiträge der verfolgten Benutzer angezeigt. Auf der Discovery-Seite werden Bilder angezeigt, die für Benutzer von Interesse sein könnten.
An jeden Beitrag können maximal zehn Fotos oder Videos angehängt werden. Pixelfed teilt auch einige der Funktionen von Mastodon, einschließlich der Betonung von Discovery-Feeds und Inhaltswarnungen (Warnung vor reizauslösenden Inhalten).
Derzeit können Benutzer je nach verwendeter Instanz bis zu sechs Gigabyte posten. Die Entwicklung offizieller Apps für Android und iOS ist noch im Gange.
Der beliebteste Pixelfed-Server ist pixelfed.social mit 481.000 Benutzern. Der beliebteste deutschsprachige Server, pixelfed.de, hat eine Community von 76.000 Benutzern (Stand 4. August 2025).

## Sicherheit
Pixelfed unterstützt die Zwei-Faktor-Authentifizierung über mobile TOTP-Apps.

## Vergleich mit Instagram
NLnet argumentierte im Jahr 2020, dass Pixelfed durch seine Tools und Funktionen eine „attraktivere (und ethischere) Alternative“ zu Instagram sei.
Im Dezember 2022 kommentierte John Voorhees in einer ausführlichen Rezension zur Verwendung von Pixelfed auf iOS: „Pixelfed ist so etwas wie eine dezentrale Version von Instagram, welche das ActivityPub-Protokoll implementiert hat.“

## Rezeption
Im Februar 2023 schrieb der InfoWorld-Kolumnist Andrew C. Oliver einen Debattenbeitrag darüber, ob man Facebook, Twitter und Instagram zugunsten des Fediversums verlassen sollte und konstatierte, „Mastodon und Pixelfed fühlen sich sicherer an als ihre nicht föderierten Gegenstücke“, weiter sei Pixelfed die Antwort des Fediversums auf Instagram. Im „Pixelfediverse“ stehe man zwar noch am Anfang und der Inhalt sei spärlicher, aber entweder interessanter oder zumindest nicht manipulativ. Charlie Sorrel von Lifewire sagte, Pixelfed zeige die Flexibilität von Mastodon und habe aufgrund von ActivityPub das Potenzial, viel besser als Twitter zu sein. Die EFF argumentierte im Kontext der Krise Twitters, dass Twitter nicht von einer anderen Plattform, sondern von Activitypub und Diensten wie Mastodon, Pixelfed und Peertube abgelöst werden könnte.
Die Verwendung von Pixelfed wurde 2021/2022 in diversen Büchern und Konferenzberichten diskutiert.